# Jihomoravský krajský přebor 1982/1983
V soubojích 23. ročníku Jihomoravského krajského přeboru 1982/83 (jedna ze skupin 5. fotbalové ligy) se utkalo 16 týmů každý s každým dvoukolovým systémem podzim–jaro. Tento ročník začal v srpnu 1982 a skončil v červnu 1983.
Po sezoně 1982/83 proběhla reorganizace krajských soutěží. V období 1983/84 – 1985/86 byl Jihomoravský krajský přebor rozdělen na skupiny A a B po 14 účastnících. I. A třída (6. stupeň) a I. B třída (7. stupeň) byly zrušeny. Jako 6. stupeň byla zavedena Jihomoravská krajská soutěž, hraná v 6 skupinách A, B, C, D, E a F. Sedmou nejvyšší soutěží byly v sezonách 1983/84, 1984/85 a 1985/86 Okresní přebory, často též rozdělené do skupin.
Do skupin Jihomoravské krajské soutěže I. třídy 1983/84 nesestoupilo vzhledem k reorganizaci žádné mužstvo.

## Nové týmy v sezoně 1982/83
- Z Divize D 1981/82 sestoupilo mužstvo TJ Tatran PKZ Poštorná.
- Ze skupin I. A třídy Jihomoravského kraje 1981/82 postoupila mužstva TJ RH Znojmo (vítěz skupiny A)[3] a TJ Gottwaldov „B“ (vítěz skupiny B).

## Konečná tabulka
Zdroj: 
| Poř. | Tým                        | Z  | V  | R | P  | VG | OG | B  |
| ---- | -------------------------- | -- | -- | - | -- | -- | -- | -- |
| 1.   | TJ Tatran PKZ Poštorná (S) | 30 | 19 | 7 | 4  | 69 | 26 | 45 |
| 2.   | VTJ Kroměříž               | 30 | 18 | 7 | 5  | 58 | 32 | 43 |
| 3.   | TJ Spartak ČKD Blansko     | 30 | 18 | 5 | 7  | 57 | 26 | 41 |
| 4.   | TJ RH Znojmo (N)           | 30 | 18 | 4 | 8  | 58 | 34 | 40 |
| 5.   | TJ Spartak Hulín           | 30 | 17 | 4 | 9  | 47 | 33 | 38 |
| 6.   | TJ BOPO Třebíč             | 30 | 14 | 6 | 10 | 63 | 48 | 34 |
| 7.   | TJ Sokol Lanžhot           | 30 | 14 | 5 | 11 | 59 | 52 | 33 |
| 8.   | TJ Gottwaldov „B“ (N)      | 30 | 15 | 3 | 12 | 46 | 44 | 33 |
| 9.   | TJ Baník Ratíškovice       | 30 | 11 | 7 | 12 | 51 | 47 | 29 |
| 10.  | TJ Veselí nad Moravou      | 30 | 10 | 6 | 14 | 40 | 50 | 26 |
| 11.  | TJ Spartak Jihlava         | 30 | 11 | 3 | 16 | 44 | 43 | 25 |
| 12.  | TJ Spartak Třebíč          | 30 | 9  | 6 | 15 | 47 | 56 | 24 |
| 13.  | TJ Dolní Němčí             | 30 | 9  | 5 | 16 | 38 | 60 | 23 |
| 14.  | TJ OP Prostějov            | 30 | 7  | 6 | 17 | 35 | 57 | 20 |
| 15.  | TJ Sokol Kostice           | 30 | 7  | 3 | 20 | 28 | 70 | 17 |
| 16.  | TJ Modeta Jihlava          | 30 | 1  | 7 | 22 | 15 | 77 | 9  |

Poznámky:
- Z = Odehrané zápasy; V = Vítězství; R = Remízy; P = Prohry; VG = Vstřelené góly; OG = Obdržené góly; B = Body; (S) = Mužstvo sestoupivší z vyšší soutěže; (N) = Mužstvo postoupivší z nižší soutěže (nováček)

|  | Postup do Divize D 1983/84 |